# Two Scoops
Pour plus de détails, voir Fiche technique et Distribution.
Two Scoops est un court métrage de science-fiction américain réalisé par Robert Rodriguez et sorti en 2013. Il met en scène Elise et Electra Avellan, les nièces du cinéaste.

## Synopsis
À la suite de la disparition de plusieurs enfants. Deux super-agents vont tenter de les retrouver à bord de leur camion de glace.

## Fiche Technique
- Titre original : Two Scoops
- Réalisation : Robert Rodriguez et vous
- Scénario : Robert Rodriguez, Gary Lathwell, Richard Peretti
- Directeur de la photographie : Robert Rodriguez
- Montage : Robert Rodriguez
- Musique : Robert Rodriguez, Carl Thiel
- Costumes : Nina Proctor
- Production : Quick Draw, Blackberry, Tom Proper
- Sociétés de production : Troublemaker Studios
- Pays d'origine :  États-Unis
- Langue originale : anglais
- Format : couleur
- Genre : science-fiction, comédie
- Durée : 11 minutes
- Dates de sortie : 31 mai 2013 sur la plateforme BlackBerry Keep Moving.

## Distribution

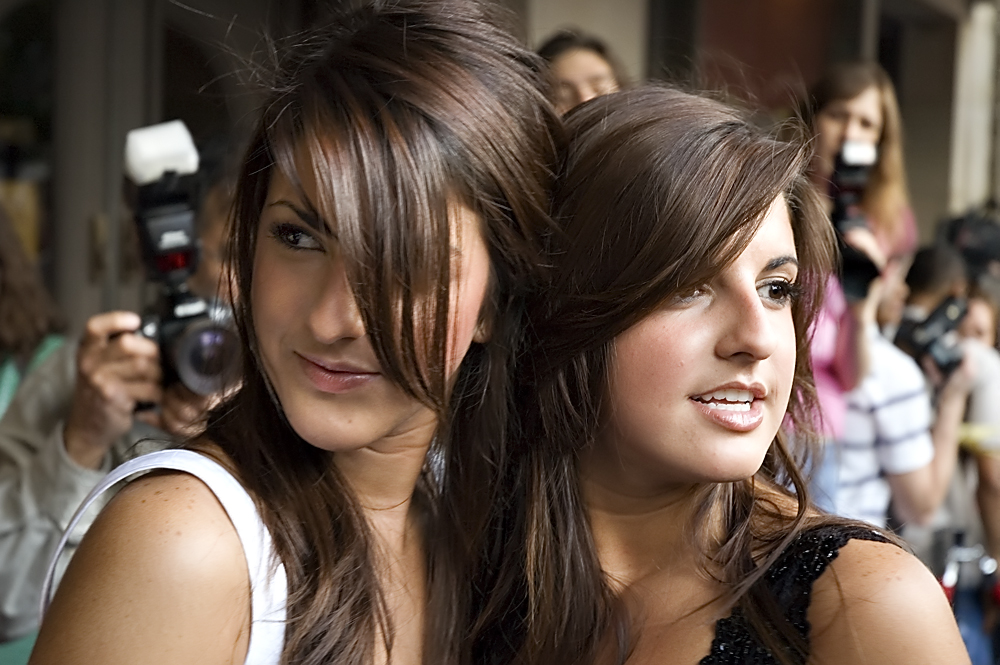
Les jumelles Avellan, nièces du réalisateur Robert Rodriguez.

- Electra Avellan : Lucia
- Elise Avellan : Lola
- Rogue Rodriguez : l'enfant disparu
- Jesse G. James : Tony
- Pablo Bracho : le père
- Farah White : la mère

## Production
Blackberry propose à Robert Rodriguez de réaliser un court-métrage qui sera diffusé sur leur plateforme,,,. Celui-ci accepte et met à contribution ses fans puisqu'il leur laissera le champ libre pour créer des armes, des monstres ou encore même la possibilité de jouer des personnages,.

## Accueil
Le film est accueilli de manière plutôt mitigée en France. Selon Première Two Scoops « remplit le contrat d'un film de série Z avec son duo sexy gainé de cuir et ses bruitages répugnants, sa chute convenue et ses scènes plus toonesques que gores déçoivent ». Il obtient une moyenne de 2,9/5 sur Allociné (sur 23 notes) et 4,8/10 sur SensCritique (sur 77 notes).
Le film a été commenté aussi en Europe de l'est.